# Athos-Aspis
Athos-Aspis là một xã thuộc tỉnh Pyrénées-Atlantiques trong vùng Aquitaine ở tây nam nước Pháp. Xã này nằm ở khu vực có độ cao trung bình 80 mét trên mực nước biển. Xã có hai làng: Athos và Aspis.